# بينيت ستيوارت
بينيت ستيوارت (بالإنجليزية: Bennett M. Stewart)‏ هو سياسي أمريكي، ولد في 6 أغسطس 1912 في هنتسفيل في الولايات المتحدة، وتوفي في 26 أبريل 1988 في شيكاغو في الولايات المتحدة. حزبياً، نشط في الحزب الديمقراطي. وقد انتخب عضو مجلس النواب الأمريكي.